# 河内町
河内町（かわちまち）は、茨城県の県南地域、稲敷郡にある町。東京都市圏（東京通勤圏）。
成田国際空港株式会社から成田国際空港周辺対策交付金を受け取る自治体だが、成田空港圏自治体連絡協議会を構成する自治体には含まれていない。

## 地理
茨城県の南端に位置し、利根川と新利根川に挟まれている。南北2.8 km、東西19.2 km。町内のほぼ全域が、江戸時代以前に干拓された干拓地である。

### 隣接する自治体
- 茨城県
  - 龍ケ崎市
  - 稲敷市
  - 北相馬郡利根町
- 千葉県
  - 成田市
  - 印旛郡栄町
  - 香取郡神崎町

## 歴史

### 沿革
- 1955年（昭和30年）5月3日 - 長竿村・源清田村・生板村が合併し河内村が発足。
- 1958年（昭和33年）2月15日 - 金江津村が河内村に編入。
- 1968年（昭和43年）2月15日 - 長豊橋が開通。
- 1979年（昭和54年）2月 - 常総大橋が開通。
- 1982年（昭和57年）4月1日 - 国道408号が制定。
- 1996年（平成8年）6月1日 - 町制施行し河内町となる。

### 行政区域変遷
- 変遷の年表

| 河内町町域の変遷（年表） | 河内町町域の変遷（年表） | 河内町町域の変遷（年表） |
| 年                       | 月日                     | 現河内町町域に関連する行政区域変遷 |
| ------------------------ | ------------------------ | --- |
| 1889年（明治22年）       | 4月1日                   | 町村制施行により、以下の村が発足。 - 河内郡 - 長竿村 ← 長竿村・庄布川村・兵部新田・下町歩 - 源清田村 ← 源清田村・手栗村・羽子騎村・猿島新田・宮淵鍋子新田・古河林村・平三郎町歩・布鎌町歩 - 生板村 ← 生板村・幸谷村・生板鍋子新田・大徳鍋子新田・龍ケ崎町歩・小林町歩・角崎町歩 - 香取郡 - 金江津村 ← 金江津村・片巻村・平川村・下加納新田・十三間戸村 - 下埴生郡 - 豊住村 ← 北羽鳥村・南羽鳥村・竜台村・興津村・安西新田村・田川村・佐野村・長沼村 |
| 1896年（明治29年）       | 4月1日                   | 河内郡が信太郡と合併し稲敷郡が発足。 |
| 1897年（明治30年）       | 4月1日                   | 下埴生郡が印旛郡に編入され、印旛郡豊住村となる。 |
| 1899年（明治32年）       | 4月1日                   | 金江津村が豊住村の一部（田川）を編入。同日金江津村は茨城県稲敷郡に移行し、稲敷郡金江津村となる。 |
| 1942年（昭和17年）       | 8月1日                   | 長竿村と源清田村が合併し瑞穂村が発足。 |
| 1949年（昭和24年）       | 8月1日                   | 瑞穂村の一部（源清田村・手栗村・羽子騎村・猿島新田・宮淵鍋子新田・古河林村・平三郎町歩・布鎌町歩）が分立し源清田村が発足。 |
| 1950年（昭和25年）       | 11月3日                  | 瑞穂村が改称し長竿村となる。 |
| 1955年（昭和30年）       | 5月3日                   | 長竿村・源清田村・生板村が合併し河内村が発足。 |
| 1956年（昭和31年）       | 1月1日                   | 河内村の一部（生板鍋子新田・龍ケ崎町歩の各一部）が千葉県栄町に編入。 |
| 1958年（昭和33年）       | 2月15日                  | 金江津村が河内村に編入。 |
| 1966年（昭和41年）       |                          | 河内村の一部（十三間戸村の一部）が千葉県神崎町に編入。 |
| 1973年（昭和48年）       |                          | 河内村の一部（十三間戸村の一部）が東村に編入。 |
| 1996年（平成8年）        | 6月1日                   | 河内村が町制施行し河内町となる。 |

- 変遷表

| 河内町町域の変遷表（※細かな境界の変遷は省略） | 河内町町域の変遷表（※細かな境界の変遷は省略） | 河内町町域の変遷表（※細かな境界の変遷は省略） | 河内町町域の変遷表（※細かな境界の変遷は省略） | 河内町町域の変遷表（※細かな境界の変遷は省略） | 河内町町域の変遷表（※細かな境界の変遷は省略） | 河内町町域の変遷表（※細かな境界の変遷は省略） | 河内町町域の変遷表（※細かな境界の変遷は省略） | 河内町町域の変遷表（※細かな境界の変遷は省略） | 河内町町域の変遷表（※細かな境界の変遷は省略） | 河内町町域の変遷表（※細かな境界の変遷は省略） |
| 1868年 以前                                   | 1868年 以前                                   | 1868年 以前                                   | 明治元年 - 明治22年                           | 明治22年 4月1日                               | 明治22年 - 昭和19年                           | 明治22年 - 昭和19年                           | 昭和20年 - 昭和64年                           | 昭和20年 - 昭和64年                           | 平成元年 - 現在                               | 現在                                          |
| --------------------------------------------- | --------------------------------------------- | --------------------------------------------- | --------------------------------------------- | --------------------------------------------- | --------------------------------------------- | --------------------------------------------- | --------------------------------------------- | --------------------------------------------- | --------------------------------------------- | --------------------------------------------- |
| 河内郡                                        |                                               | 長竿村                                        | 長竿村                                        | 長竿村                                        | 明治29年4月1日 稲敷郡発足                     | 昭和17年8月1日 瑞穂村                         | 昭和25年11月3日 長竿村に改称                  | 昭和30年5月3日 河内村                         | 平成8年6月1日 町制                            | 河内町                                        |
| 河内郡                                        | 庄布川村                                      |                                               |                                               | 長竿村                                        | 明治29年4月1日 稲敷郡発足                     | 昭和17年8月1日 瑞穂村                         | 昭和25年11月3日 長竿村に改称                  | 昭和30年5月3日 河内村                         | 平成8年6月1日 町制                            | 河内町                                        |
| 河内郡                                        | 兵部新田                                      |                                               |                                               | 長竿村                                        | 明治29年4月1日 稲敷郡発足                     | 昭和17年8月1日 瑞穂村                         | 昭和25年11月3日 長竿村に改称                  | 昭和30年5月3日 河内村                         | 平成8年6月1日 町制                            | 河内町                                        |
| 河内郡                                        | 下町歩                                        |                                               |                                               | 長竿村                                        | 明治29年4月1日 稲敷郡発足                     | 昭和17年8月1日 瑞穂村                         | 昭和25年11月3日 長竿村に改称                  | 昭和30年5月3日 河内村                         | 平成8年6月1日 町制                            | 河内町                                        |
| 河内郡                                        |                                               | 源清田村                                      | 源清田村                                      | 源清田村                                      | 明治29年4月1日 稲敷郡発足                     | 昭和17年8月1日 瑞穂村                         | 昭和24年8月1日 源清田村が分立                 | 昭和30年5月3日 河内村                         | 平成8年6月1日 町制                            | 河内町                                        |
| 河内郡                                        | 手栗村                                        |                                               |                                               | 源清田村                                      | 明治29年4月1日 稲敷郡発足                     | 昭和17年8月1日 瑞穂村                         | 昭和24年8月1日 源清田村が分立                 | 昭和30年5月3日 河内村                         | 平成8年6月1日 町制                            | 河内町                                        |
| 河内郡                                        | 羽子騎村                                      |                                               |                                               | 源清田村                                      | 明治29年4月1日 稲敷郡発足                     | 昭和17年8月1日 瑞穂村                         | 昭和24年8月1日 源清田村が分立                 | 昭和30年5月3日 河内村                         | 平成8年6月1日 町制                            | 河内町                                        |
| 河内郡                                        | 猿島新田                                      |                                               |                                               | 源清田村                                      | 明治29年4月1日 稲敷郡発足                     | 昭和17年8月1日 瑞穂村                         | 昭和24年8月1日 源清田村が分立                 | 昭和30年5月3日 河内村                         | 平成8年6月1日 町制                            | 河内町                                        |
| 河内郡                                        | 宮淵鍋子新田                                  |                                               |                                               | 源清田村                                      | 明治29年4月1日 稲敷郡発足                     | 昭和17年8月1日 瑞穂村                         | 昭和24年8月1日 源清田村が分立                 | 昭和30年5月3日 河内村                         | 平成8年6月1日 町制                            | 河内町                                        |
| 河内郡                                        | 古河林村                                      |                                               |                                               | 源清田村                                      | 明治29年4月1日 稲敷郡発足                     | 昭和17年8月1日 瑞穂村                         | 昭和24年8月1日 源清田村が分立                 | 昭和30年5月3日 河内村                         | 平成8年6月1日 町制                            | 河内町                                        |
| 河内郡                                        | 平三郎町歩                                    |                                               |                                               | 源清田村                                      | 明治29年4月1日 稲敷郡発足                     | 昭和17年8月1日 瑞穂村                         | 昭和24年8月1日 源清田村が分立                 | 昭和30年5月3日 河内村                         | 平成8年6月1日 町制                            | 河内町                                        |
| 河内郡                                        | 布鎌町歩                                      |                                               |                                               | 源清田村                                      | 明治29年4月1日 稲敷郡発足                     | 昭和17年8月1日 瑞穂村                         | 昭和24年8月1日 源清田村が分立                 | 昭和30年5月3日 河内村                         | 平成8年6月1日 町制                            | 河内町                                        |
| 河内郡                                        |                                               | 生板村                                        | 生板村                                        | 生板村                                        | 明治29年4月1日 稲敷郡発足                     | 生板村                                        | 生板村                                        | 昭和30年5月3日 河内村                         | 平成8年6月1日 町制                            | 河内町                                        |
| 河内郡                                        | 幸谷村                                        |                                               |                                               | 生板村                                        | 明治29年4月1日 稲敷郡発足                     | 生板村                                        | 生板村                                        | 昭和30年5月3日 河内村                         | 平成8年6月1日 町制                            | 河内町                                        |
| 河内郡                                        | 生板鍋子新田                                  |                                               |                                               | 生板村                                        | 明治29年4月1日 稲敷郡発足                     | 生板村                                        | 生板村                                        | 昭和30年5月3日 河内村                         | 平成8年6月1日 町制                            | 河内町                                        |
| 河内郡                                        |                                               | 明治4年 大徳鍋子新田                          |                                               | 生板村                                        | 明治29年4月1日 稲敷郡発足                     | 生板村                                        | 生板村                                        | 昭和30年5月3日 河内村                         | 平成8年6月1日 町制                            | 河内町                                        |
| 河内郡                                        | 龍ケ崎町歩                                    |                                               |                                               | 生板村                                        | 明治29年4月1日 稲敷郡発足                     | 生板村                                        | 生板村                                        | 昭和30年5月3日 河内村                         | 平成8年6月1日 町制                            | 河内町                                        |
| 河内郡                                        | 小林町歩                                      |                                               |                                               | 生板村                                        | 明治29年4月1日 稲敷郡発足                     | 生板村                                        | 生板村                                        | 昭和30年5月3日 河内村                         | 平成8年6月1日 町制                            | 河内町                                        |
| 河内郡                                        | 角崎町歩                                      |                                               |                                               | 生板村                                        | 明治29年4月1日 稲敷郡発足                     | 生板村                                        | 生板村                                        | 昭和30年5月3日 河内村                         | 平成8年6月1日 町制                            | 河内町                                        |
| 香取郡                                        |                                               | 金江津村                                      | 金江津村                                      | 金江津村                                      | 明治32年1月1日 稲敷郡に移行                   | 金江津村                                      | 金江津村                                      | 昭和33年2月15日 河内村に編入                  | 平成8年6月1日 町制                            | 河内町                                        |
| 香取郡                                        | 片巻村                                        |                                               |                                               | 金江津村                                      | 明治32年1月1日 稲敷郡に移行                   | 金江津村                                      | 金江津村                                      | 昭和33年2月15日 河内村に編入                  | 平成8年6月1日 町制                            | 河内町                                        |
| 香取郡                                        | 平川村                                        |                                               |                                               | 金江津村                                      | 明治32年1月1日 稲敷郡に移行                   | 金江津村                                      | 金江津村                                      | 昭和33年2月15日 河内村に編入                  | 平成8年6月1日 町制                            | 河内町                                        |
| 香取郡                                        | 下加納新田                                    |                                               |                                               | 金江津村                                      | 明治32年1月1日 稲敷郡に移行                   | 金江津村                                      | 金江津村                                      | 昭和33年2月15日 河内村に編入                  | 平成8年6月1日 町制                            | 河内町                                        |
| 香取郡                                        | 十三間戸村                                    |                                               |                                               | 金江津村                                      | 明治32年1月1日 稲敷郡に移行                   | 金江津村                                      | 金江津村                                      | 昭和33年2月15日 河内村に編入                  | 平成8年6月1日 町制                            | 河内町                                        |
| 下埴生郡                                      |                                               | 田川村                                        | 田川村                                        | 豊住村 の一部                                 | 明治32年1月1日 金江津村に編入                 | 金江津村                                      | 金江津村                                      | 昭和33年2月15日 河内村に編入                  | 平成8年6月1日 町制                            | 河内町                                        |

### 旧国界
明治の大合併で誕生した金江津村（旧金江津村、片巻村、下加納村、平川村、十三間戸村が合併）は元々下総国香取郡だった。明治中期に利根川がほぼ現在の流路に改修され、香取郡は川により分断、北部は千葉県から茨城県に越県し金江津村は稲敷郡に編入された。つまり町内に常陸・下総の国境があった。現在「大境」の地名が名残を伝えている。

## 人口
| |                                        |  |
| 河内町と全国の年齢別人口分布（2005年） | 河内町の年齢・男女別人口分布（2005年） |  |
| ■紫色 ― 河内町 ■緑色 ― 日本全国 | ■青色 ― 男性 ■赤色 ― 女性              |  |
| 河内町（に相当する地域）の人口の推移 \| 1970年（昭和45年） \| 11,720人 \| \| \| 1975年（昭和50年） \| 11,657人 \| \| \| 1980年（昭和55年） \| 11,516人 \| \| \| 1985年（昭和60年） \| 11,284人 \| \| \| 1990年（平成2年） \| 11,201人 \| \| \| 1995年（平成7年） \| 11,726人 \| \| \| 2000年（平成12年） \| 11,502人 \| \| \| 2005年（平成17年） \| 10,959人 \| \| \| 2010年（平成22年） \| 10,172人 \| \| \| 2015年（平成27年） \| 9,168人 \| \| \| 2020年（令和2年） \| 8,231人 \| \| |                                        |  |
| 総務省統計局 国勢調査より |                                        |  |
| 1970年（昭和45年） | 11,720人                               |  |
| 1975年（昭和50年） | 11,657人                               |  |
| 1980年（昭和55年） | 11,516人                               |  |
| 1985年（昭和60年） | 11,284人                               |  |
| 1990年（平成2年） | 11,201人                               |  |
| 1995年（平成7年） | 11,726人                               |  |
| 2000年（平成12年） | 11,502人                               |  |
| 2005年（平成17年） | 10,959人                               |  |
| 2010年（平成22年） | 10,172人                               |  |
| 2015年（平成27年） | 9,168人                                |  |
| 2020年（令和2年） | 8,231人                                |  |

西隣の北相馬郡利根町と同様、都心回帰や交通の便の悪さの影響により人口は21世紀に入ってから急減傾向にある。2022年2月1日には、五霞町の人口を下回り県内で最も人口の少ない自治体となった。また同年4月1日には、茨城県南地域では利根町に続いて過疎地域に指定された（稲敷市と、かすみがうら市の一部も同時に指定）。

## 行政
- 町長：野澤良治
- 広域事務：稲敷地方広域市町村圏事務組合

## 地域

### 教育
- 義務教育学校
  - 河内町立かわち学園

#### 廃校
- 河内村立源清田中学校（1958年生板中、長竿中と統合し河内中学校へ）
- 河内村立生板中学校（1958年源清田中、長竿中と統合し河内中学校へ）
- 河内村立長竿中学校（1958年源清田中、生板中と統合し河内中学校へ）
- 河内町立河内中学校（2017年金江津中と統合しかわち学園中学校へ）
- 河内町立金江津中学校（2017年河内中と統合しかわち学園中学校へ）
- 河内町立源清田小学校（2012年長竿小と統合して、みずほ小学校へ）
- 河内町立長竿小学校（2012年源清田小と統合して、みずほ小学校へ）
- 河内町立生板小学校（2018年かわち学園中・みずほ小・金江津小と統合して、義務教育学校のかわち学園へ）
- 河内町立みずほ小学校（2018年かわち学園中・生板小・金江津小と統合して、義務教育学校のかわち学園へ）
- 河内町立金江津小学校（2018年かわち学園中・生板小・みずほ小と統合して、義務教育学校のかわち学園へ）
- 河内町立かわち学園中学校（2018年生板小・みずほ小・金江津小と統合して、義務教育学校のかわち学園へ）

## 交通

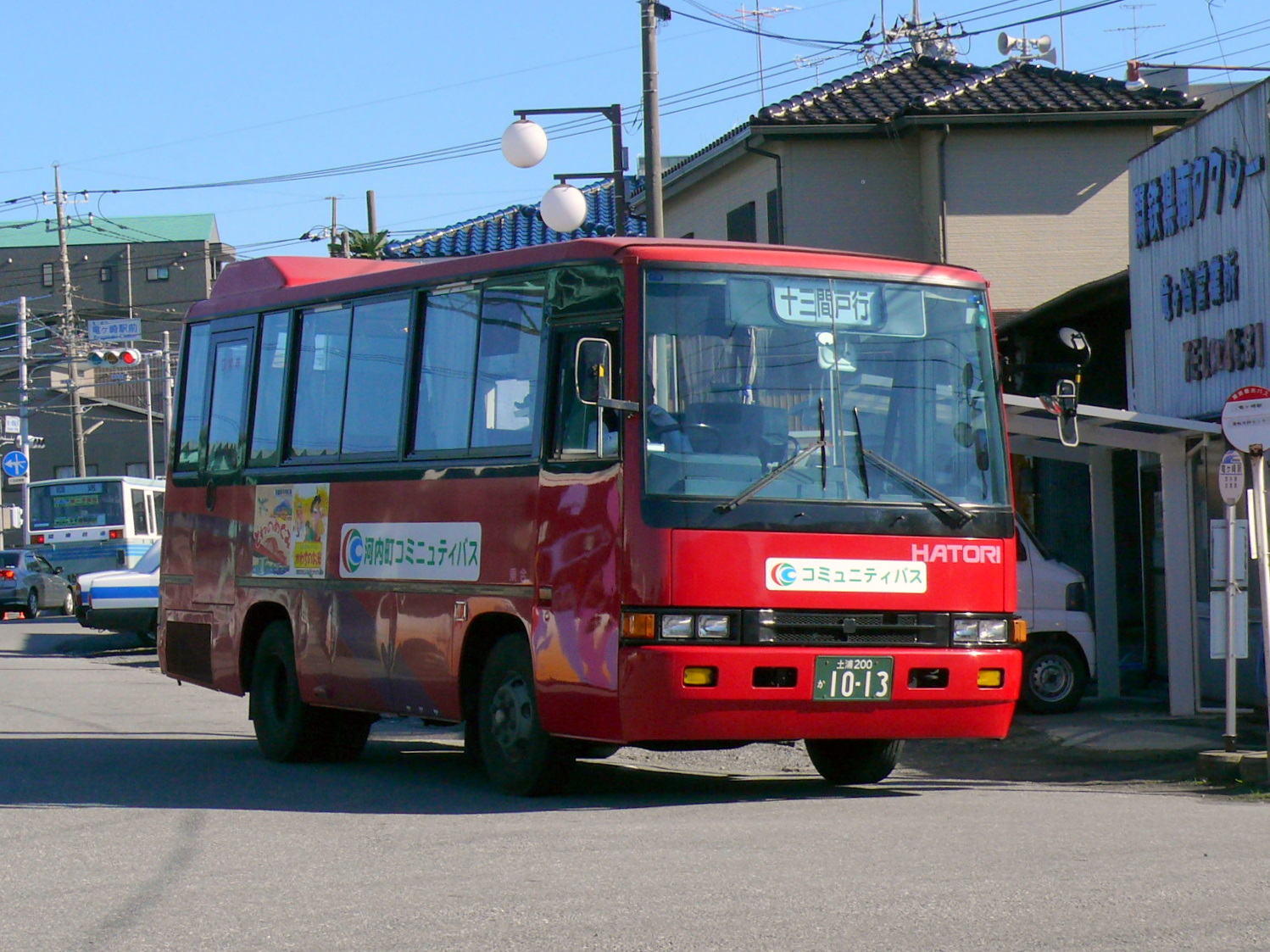
竜ヶ崎駅前に乗り入れる河内町コミュニティーバス
（2009年撮影）

### 鉄道
町内に鉄道は通っていない。町内の常総大橋を車や徒歩で渡り、千葉県成田市にあるJR成田線の滑河駅を利用するか、町営バスで龍ケ崎市にある関東鉄道竜ヶ崎線の竜ヶ崎駅を利用することができる。

### 道路
- 高速道路
  - 首都圏中央連絡自動車道（圏央道）
    - 町域を通過しているが、インターチェンジなどの施設はない。利用する場合は、稲敷市や神崎町に出る必要がある。
- 一般国道
  - 国道408号
- 主要地方道
  - 茨城県道11号取手東線
  - 茨城県道68号美浦栄線
- 一般県道
  - 茨城県道103号江戸崎下総線
  - 茨城県道121号河内竜ケ崎線

### バス
河内町コミュニティバス
1乗車につき200円。河内町民であれば、利用パスを提示することで100円で乗車できる。70歳以上並びに未就学児は無料。運行は月曜日から土曜日（日曜日、祝日、年末年始は運休）。上り3便、下り4便の合計7運行。龍ケ崎済生会病院 - 河内町東端の十三間戸までの1本のルートが存在する（5便目以降は竜ヶ崎駅発着）。
大利根交通自動車
早井 → 立崎 → 利根ニュータウン西 → しらさぎ団地 → 栄橋 → 戸田井 → 東京芸大前 → 城根 → 取手駅東口（土曜日、日曜日、祝日の午前1本のみ）
かつては大利根交通自動車による取手駅からの反対便や布佐駅を結ぶ路線、千葉交通による京成成田駅と突合（つきあわせ）を結ぶ路線、関東鉄道による竜ヶ崎駅と中金江津を結ぶ路線があったが、いずれも利用者減により廃止された。

## 名所・旧跡・観光スポット・公園

### 生板地区
- 大利根飛行場

### 長竿地区
- 水と緑のふれあい公園
- WILDSWANSのアトリエ
- 河内町産業観光交流拠点施設 かわち夢楽

## 祭事・催事
- 田植え体験祭・収穫祭
- 長竿の祇園祭
- どんどん焼き（あわのとり）
- お太刀（おだち）

## 郵便局
- 金江津郵便局
- 河内郵便局
- 生板郵便局

## 出身有名人
- 大野精七（札幌医科大学初代学長）
- 浅野正恭（軍人、海軍中将、心霊主義研究家）
- 浅野和三郎（作家、翻訳家、心霊主義研究家）
- 筑波嶺清平（大相撲幕内力士）
- 古田島成龍（プロ野球選手）

### ゆかりの人物
- 仲代達矢（俳優）父親の実家が稲敷郡長竿村（現：河内町長竿）の豪農。